# Лейк-Сіті (Джорджія)
Лейк-Сіті (англ. Lake City) — місто (англ. city) в США, в окрузі Клейтон штату Джорджія. Населення — 2952 особи (2020).

## Географія
Лейк-Сіті розташований за координатами 33°36′23″ пн. ш. 84°20′28″ зх. д. / 33.60639° пн. ш. 84.34111° зх. д. (33.606465, -84.341101).  За даними Бюро перепису населення США в 2010 році місто мало площу 4,78 км², уся площа — суходіл.

## Демографія
Згідно з переписом 2010 року, у місті мешкало 2612 осіб у 967 домогосподарствах у складі 530 родин. Густота населення становила 546 осіб/км².  Було 1279 помешкань (267/км²).
Расовий склад населення:
| - 42,0 % — чорних або афроамериканців - 31,2 % — білих - 14,9 % — азіатів - 0,2 % — корінних американців - 0,1 % — вихідців з тихоокеанських островів - 8,5 % — осіб інших рас |

До двох чи більше рас належало 3,1 %. Частка іспаномовних становила 15,3 % від усіх жителів.
За віковим діапазоном населення розподілялося таким чином: 20,9 % — особи молодші 18 років, 61,4 % — особи у віці 18—64 років, 17,7 % — особи у віці 65 років та старші. Медіана віку мешканця становила 36,0 року. На 100 осіб жіночої статі у місті припадало 88,2 чоловіків;  на 100 жінок у віці від 18 років та старших — 82,0 чоловіків також старших 18 років.
Середній дохід на одне домашнє господарство  становив 41 366 доларів США (медіана — 32 138), а середній дохід на одну сім'ю — 53 366 доларів (медіана — 45 298). За межею бідності перебувало 22,6 % осіб, у тому числі 33,3 % дітей у віці до 18 років та 16,8 % осіб у віці 65 років та старших.
Цивільне працевлаштоване населення становило 968 осіб. Основні галузі зайнятості: освіта, охорона здоров'я та соціальна допомога — 16,9 %, мистецтво, розваги та відпочинок — 16,7 %, роздрібна торгівля — 15,7 %.